# Chloropsina acuticornis
Chloropsina acuticornis är en tvåvingeart som beskrevs av Deeming 1981. Chloropsina acuticornis ingår i släktet Chloropsina och familjen fritflugor.
Artens utbredningsområde är Nigeria. Inga underarter finns listade i Catalogue of Life.